# Xosophara aethiopica
Xosophara aethiopica är en insektsart som beskrevs av Schmidt 1913. Xosophara aethiopica ingår i släktet Xosophara och familjen lyktstritar. Inga underarter finns listade i Catalogue of Life.